# ジャック・コポー
ジャック・コポー（フランス語: Jacques Copeau, 1879年2月4日 - 1949年10月20日）は、フランス現代演劇の開拓者。劇団主宰者、演劇批評家、劇作家、俳優。アンドレ・ジッドらとともに新フランス評論（NRF）誌を創刊。

## 経歴
パリで金具工場を経営する中流家庭に生まれた。リセ・コンドルセに学ぶ。16歳から戯曲作りを試みる。
1896年、ソルボンヌ大学に進む。1902年1月、デンマークの女性と結婚し、コペンハーゲンに住む。その年、長女（後の女優マリー・エレーヌ・ダステ（Marie-Hélène Dasté））を得る。
1903年4月帰国し、アルデンヌ県の金具工場を管理するが、頻繁にパリに出て、ジッドらと交わり、演劇批評で名を広める。1905年、パリに移る。次女（後の修道女）を得る。
1905年7月、ジョルジュ・プティ画廊に勤め、かたわら、演劇雑誌・新聞『レルミタージュ』、『ル・テアトル』、『グラン・ルヴュ（La Grande Revue）』に、劇評を寄稿した。
画廊に出入りするジッド、ジャン・シュランベルジェ、アンリ・ゲオンら文学者・演劇関係者で、1909年2月、『新フランス評論（NRF）』誌を創刊し、1912年から1914年まで同誌を編集した。
1909年5月、画廊をやめ、また工場経営からも手を引いて、1910年、パリ東隣、セーヌ＝エ＝マルヌ県のル・リモンに仕事場を構え、『カラマーゾフの兄弟』の上演台本を練った。それは、1911年、グラン・ルヴュ誌の編集者で演出家の、ジャック・ルーシェ（Jacques Rouché）が持つ芸術座（Théâtre des Arts） で上演された。4月の初演にはシャルル・デュランが、さらに、10月の再演にはルイ・ジューヴェも出演した。注目されたが、入りはよくなかった。
保守的な国立劇場（コメディ・フランセーズとオデオン座）と写実的な商業演劇とに飽きたらず、演劇に品位と文学性とを取り戻したかったコポーは、1913年、パリ6区の古い小劇場を借りて改装し、そこの町名からヴィユ・コロンビエ劇場と名付け、一座を組織した。デュラン、ジューヴェら10人の座員は、夏一杯、ル・リモンで稽古を重ね、10月23日、初日の幕を開けた。フランス現代演劇の幕開けであった。『新フランス評論』の仲間、ジッド、ジョルジュ・デュアメル、ロジェ・マルタン・デュ・ガールらが、手伝った。大統領も首相も観劇した。簡潔な装置の無駄のない芝居運びが評判を呼び、ロンドン・タイムズにも紹介され、1914年3月、イギリス巡演をした。
そして1914年8月、第一次世界大戦になった。コポーは軍務に志願し、一座の多くも召集され、劇場は閉鎖された。
大戦末期の1917年、文化省に依頼されたアメリカ講演旅行中、一座の興行を促され、帰国して出直し、2シーズンを打った。滞米中座員と摩擦があり、デュランを解雇した。戦後の1919年6月23日帰国し、ヴィユ・コロンビエ劇場をコンクリートの常設舞台に改装した。
1920年2月10日、公演を再開し、12月、近くに、ジュール・ロマンが校長の、演劇学校を開設した。演劇に純粋で、禁欲的に過ぎる姿勢は、金銭的に報われなかったが、周囲の勧める補助金の申請も、座席数の多い劇場への移転も、演目の拡大も、断った。1922年11月、番頭格のジューヴェが去り、ヴィユ・コロンビエ劇団は、デュラン一座・ジューヴェ一座と、競うことになった。
1921年、レジオン・ド・ヌール勲章シュヴァリエを受ける。
1923年、『生まれた家』を書き上げ12月に上演するが、ジューヴェ一座の演目に惨敗した。内外の巡演を打ち上げて1924年5月、ヴィユ・コロンビエ劇団を解散した。ジューヴェは俳優の一部を引取り、コポーは手がけた戯曲の上演権を譲った。10月、俳優や生徒35人と、ブルゴーニュ、ボーヌ市近傍のモントルイユ（Montreuil）に移った。演劇を地方に広めたい宿願もあった。
コポーは内外への講演旅行で資金を稼ぎ、長女マリーを含む俳優らは、コメディア・デラルテ風の興行をして回った。コポー党（les Copiaux）と呼ばれた。コポーとレ・コピオーとは、1925年末ペルナン・ヴェルジュレス（Pernand-Vergelesses）に移り、近隣各国を巡業した。ペルナンに劇場を建てたいコポーの希望は、しかし、果たせなかった。
1926年春、オデオン座の主事を勧められ、断った。11月ニューヨークへ渡り、英語版『カラマーゾフの兄弟』を演出して成功し、アメリカに留まるよう勧められたが、断った。
1929年10月、コポーのコメディ・フランセーズ支配人就任を望む声が起こり、流れた。
1931年1月、コポー党は解散し、甥のミシェル・サン＝ドニ（Michel Saint-Denis）が、十五人劇団（La Compagnie des Quinze）を組織した。一座はヴィユ・コロンビエ劇場で公演した。コポーは、1933年11月 - 1935年2月、『新文学』誌（Les Nouvelles Littéraires）に劇評を書いていた。
1936年 - 1938年、コメディ・フランセーズの演出を手がけた。1936年春、ジューヴェが、低迷する同座から総支配人就任を要請され、固辞し、代わりに、コポー、デュラン、ジューヴェらの在野派が演出に参加すると、取り決めたのである。
1936年 - 1937年、数本の映画にも出演した。
1940年5月、支配人の輪禍のため、コメディ・フランセーズの臨時支配人を勤めた。ジャン＝ルイ・バローを加入させた。ドイツ軍のフランス侵入に、一時疎開してから復帰するが、占領軍に1941年1月解任され、ペルナンに隠棲した。
1943年7月、ボーヌの慈善病院の中庭で、自作の『黄金のパンの奇跡』を上演した。
1949年3月4日、70歳をパリで祝われ、ボーヌに戻る。アルツハイマー症候群を病み、衰弱が進み入院した。昔の弟子が、治療費・生活費を助けた。
1949年10月20日、ボーヌにて死去、享年70歳。ペルナンの墓地に葬る。11月27日、パリのマリニー劇場（Théâtre Marigny）で追悼式典が開かれ、演劇界・文壇・映画界の大勢が集まった。老齢不参のジッドの弔辞を、マドレーヌ・ルノーが代読した。故人の演出を再現して、弟子たちが演技した。

## 演出の記録
数字は、初演の年月日。再演は、ほとんど記さない。

### ヴィユ・コロンビエ劇場（一次大戦前）
- 優しさに殺された女（Une femme tuée par la douceur）、ヘイウッド（Thomas Heywood、1913.10.23
- 恋は医者、モリエール、1913.10.23、
- ルヴェルネ家の息子ら（Les Fils Louverné）、シュランベルジェ、1913.11.11
- バルブリーヌ（Barberine）、ミュッセ、1913.11.11
- 守銭奴、モリエール、1913.11.23
- 靴直し、中世の笑劇、1913.12.22
- バルブイエの嫉妬、モリエール、1914.1.1
- 交換（L'Échange）、クローデル、1914.1.22
- ルルー爺さんの遺言（Le Testament du Père Leuleu）、デュ・ガール、1914
- カラマーゾフの兄弟、ドストエフスキー、1914.2.10
- 命の水、ゲオン、1914.4.25
- 十二夜、シェイクスピア、1914.5.22

### ニューヨーク・ヴィユ・コロンビエ劇場（Garrick Theatre）
- ヴィユ・コロンビエ即興劇（L'Impromptu du Vieux-Colombier）、コポー、1917.11.27
- スカパンの悪だくみ、モリエール、1917.11.27
- ラ・ナヴェット（La navette）、ベック（Henri Becque）、1917.12.5
- 聖体秘蹟の四輪馬車（Le Carrosse du St-Sacrement）、メリメ、1917.12.5
- 悪い羊飼い（Les Mauvais Bergers）、ミルボー、1918.2.20
- 小さな侯爵夫人（La Petite Marquise）、メイラック/アレヴィ（Henri Meilhac/Ludovic Halévy）、1918.3.5
- 我が家の平和（La Paix chez soi）、クルトリーヌ（Georges Courteline）、1918.4.2
- 秘密（Le Secret）、ベルンスタイン（Henri Bernstein、1918.10.14
- フィガロの結婚、ボーマルシェ、1918.10.21
- ブランシェット（Blanchette）、ブリュー（Henri Brieux）、1918.10.28
- ジョルジェット・ルムニエ、モーリス・ドネー、1918.11.4
- クランビーユ（Crainquebille）、アナトール・フランス、1918.11.11
- いやいやながら医者にされ、モリエール、1918.11.25
- ロスメルスホルム、イプセン、1918.12.2
- ポワリエ氏の婿（Le Gendre de M. Poirier）、オージェ/サンドー（Émile Augier/Jules Sandeau）、1918.12.9
- マリアンヌの気まぐれ、ミュッセ、1918.12.16
- 自由の重荷（Le Fardeau de la Liberté）、ベルナール（Tristan Bernard）、1918.12.16
- ロマネスク、ロスタン、1918.12.23
- 魔法の杯（La Coupe Enchantée）、ラ・フォンテーヌ、1919.2.17
- ワシントン、パーシー・マッケイ（Percy MacKaye）、1919.2.17
- 人間嫌い、モリエール、1919.4.17
- 別れの即興曲、コポー、1919.4.17

### ヴィユ・コロンビエ劇場（一次大戦後）
- 冬物語、シェイクスピア、1920.2.10
- 商船テナシティ（Le Paquebot Tenacity）、ヴィルドラック、1920.3.5
- 運動選手の仕事（L'Oeuvre des Athlètes）、デュアメル、1920.4.10
- ふるさとクロムデール（Cromedeyre-le-Vieil）、ジュール・ロマン、1920.5.17
- 休みの日（La Folle Journée）、マゾー（Emile Mazaud）、1920.7.10
- 日々の糧、ルナール、1920.11.2
- 階段下の乞食（Le Pauvre sous l'escalier）、ゲオン、1921.1.24
- スパルタの死（La Mort de Sparte）、シュランベルジェ、1921.3.23
- 愛と黄金の書、トルストイ、1922.3.7
- 安楽死（La Mort joyeuse）、エヴレイノフ（Nicolaï Evreïnov）、1922.3.7
- 偶然の喜び（Les Plaisirs du hasard）、バンジャマン（René Benjamin、1922.4.20
- サウル（Saül）、ジッド、1922.6.16
- ミシェル・オークレール、ヴィルドラック、1922.12.27
- 生まれた家（La Maison natale）、コポー、1923.12.13
- 愚か者（L'Imbécile）、ピエール・ボスト、1923
- 分に応じて（Il faut que chacun soit à sa place）、バンジャマン、1924.2.14
- 邯鄲（下稽古のみ）、日本の能より、1924.2

### コメディ・フランセーズ
- 空騒ぎ、シェイクスピア、1936.12.7
- 人間嫌い、モリエール、1936.12.7
- バジャゼ、ラシーヌ、1937.5.24
- アスモデ（Asmodée）、モーリアック、1937.11.22
- デュ・ガール、ルルー爺さんの遺産、1938.11.22
- 恋の不意打ち（La Surprise de l'amour de Marivaux）、マリヴォー（Marivaux）、1938.11.22
- ル・シッド、コルネイユ、1940（ジャン＝ルイ・バロー出演）

### その他
- 朝霧（Brouillard du matin）、コポー、1897.3.27（新劇場（Nouveau Théâtre））
- カラマーゾフの兄弟（英語版）、ドストエフスキー、1927.1（ニューヨーク、ギルド劇場（Theatre Guild））
- お気に召すまま（フランス語版）、シェイクスピア、1934.10.13（アトリエ座（Théâtre de l'Atelier））
- 黄金のパンの奇跡（Le Petit pauvre）、コポー、1943.7（ボーヌの慈善病院の中庭）

## 参考図書
- J・ラドリン（清水芳子訳）：評伝ジャック・コポー 20世紀フランス演劇の父、未來社（1994）ISBN 4-624-70076-7
- 中田耕治：ルイ・ジュヴェとその時代、作品社（2000）ISBN 4-87893-353-4